# Rudolf Ducke

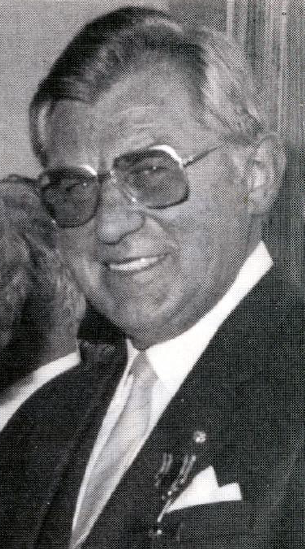
Rudolf Ducke, 1984

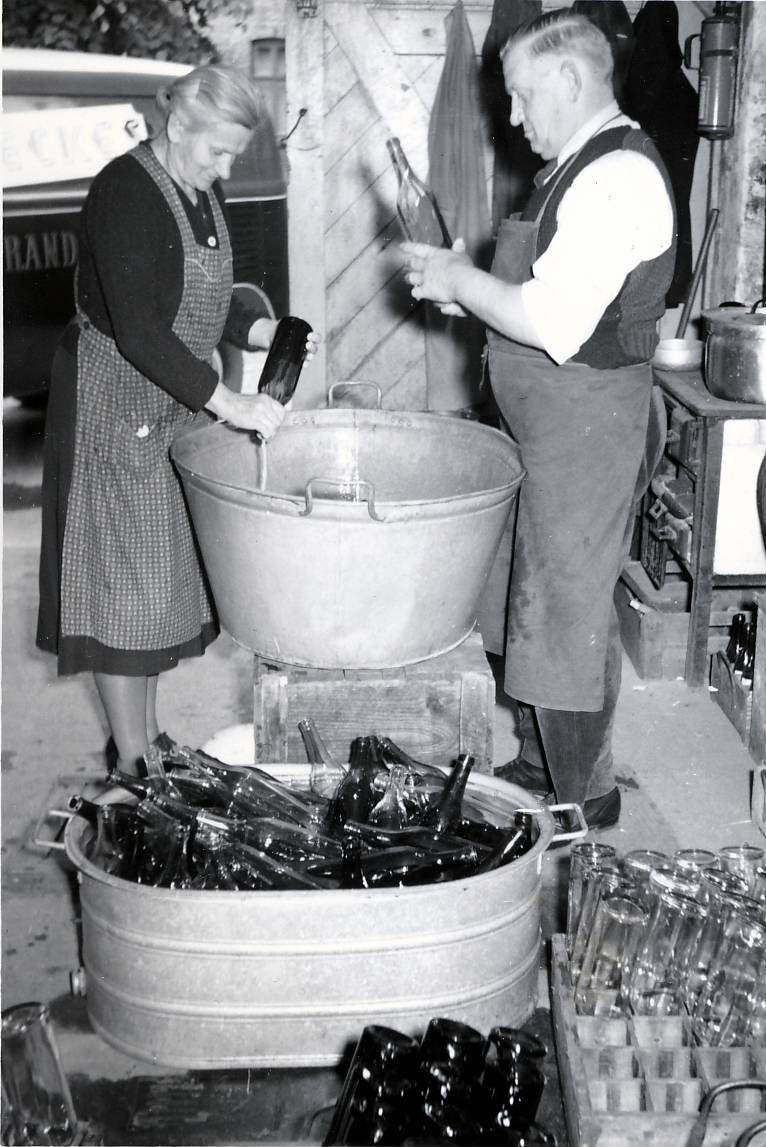
Rudi Duckes Eltern Maria und Hermann beim Waschen des Leergutes

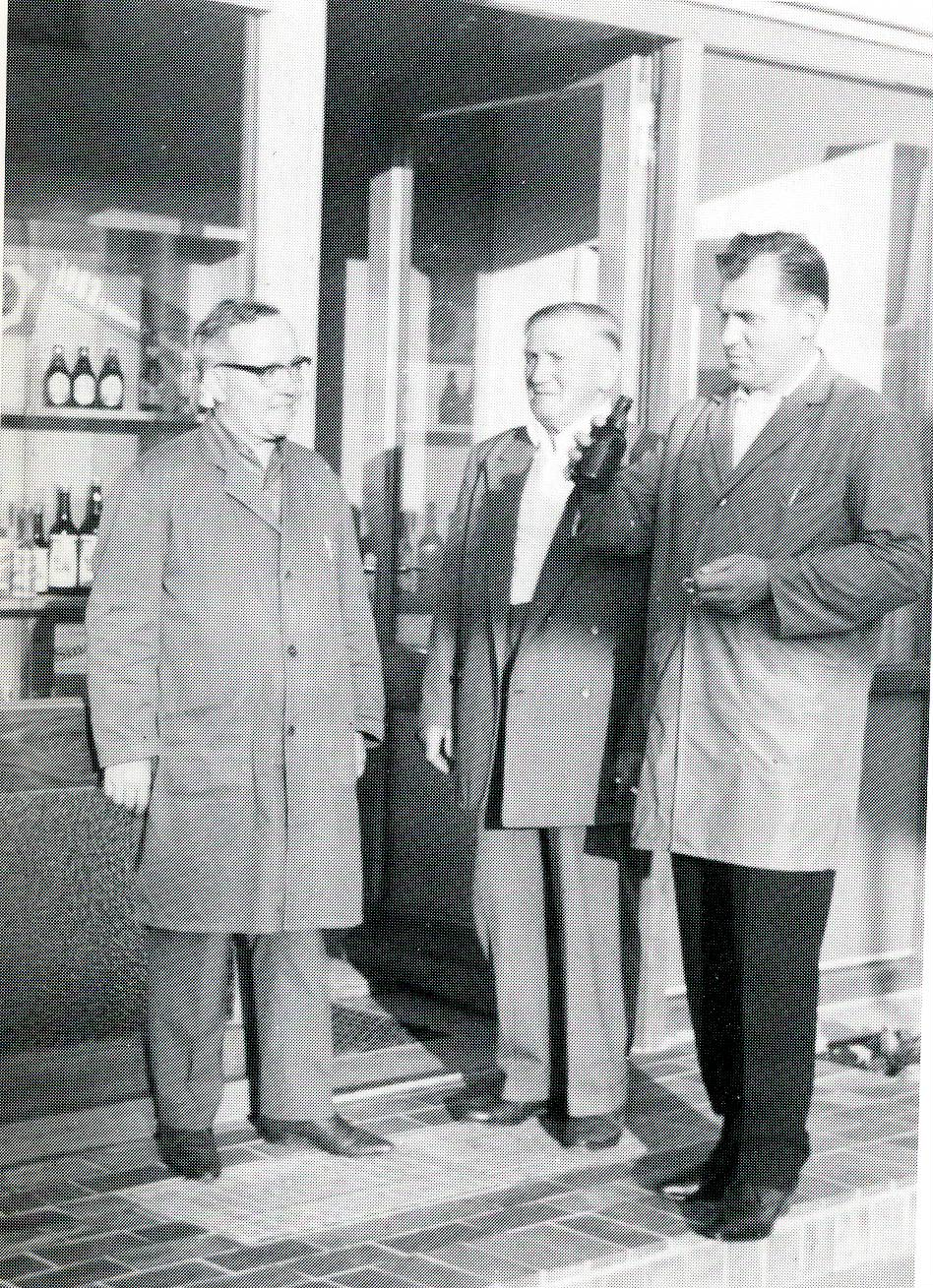
Getränkegroßhandel in Trappenkamp (1959): (v. r.) Rudolf Ducke, Vater Hermann Ducke und der erste Buchhalter der Firma, Heinz Krause

Rudolf (Rudi) Ducke (* 20. Dezember 1918 in Böhmisch Leipa, Tschechoslowakei; † 22. November 2012 in Trappenkamp) war ein deutscher Unternehmer, der sich nach dem Zweiten Weltkrieg als Getränkegroßhändler in Schleswig-Holstein etablierte und sich auch sozial engagierte.

## Leben
Ducke wurde am 20. Dezember 1918 als ältester Sohn des Landwirts Hermann Ducke und seiner Frau Maria im späteren deutschen Reichsgau Sudetenland in Böhmisch Leipa, Ortsteil Schwora, geboren. Er lernte dort Großhandelskaufmann im Papierwarengeschäft Georg Retl; anschließend wurde er zum Wehrdienst eingezogen. Am Ende des Zweiten Weltkriegs geriet er in amerikanische Gefangenschaft, aus der er im Jahr 1947 in Frankfurt am Main entlassen wurde. Er folgte dem Ruf eines Kriegskameraden nach Neumünster und holte seine Familie dorthin nach, ebenso seine heimatvertriebenen Eltern.
Ducke starb im Jahr 2012 mit 93 Jahren und hinterließ Ehefrau Karin, zwei Töchter, einen Sohn und vier Enkel.

## Wirtschaftlicher Aufschwung
Im Jahr 1951 gründete er in Neumünster nach kurzer Tätigkeit als Bauarbeiter sowie als Kellner im Hotel „Wappenklause“ sein Unternehmen: die „Rudolf Ducke Getränkeindustrie“. Das Gewerbe bestand zunächst aus der Herstellung von Spirituosen und dem Großhandel mit Spirituosen, Wein und Sekt. Im Jahr 1953 wurde der Biergroßhandel hinzugenommen. Der Betrieb füllte nun auch die beliebte Rudi-Brause und Sinalco ab.
In Trappenkamp bei Bad Segeberg traf er viele sudetendeutsche Landsleute wieder und erwarb auf dem Gelände des ehemaligen Marine-Sperrwaffenarsenals Trappenkamp preisgünstig Boden und Gebäude. Edmund Schultz, dessen Trappenkamper Firma Wachsperlen  herstellte, bot hier im Jahr 1959 Werkshallen zum Verkauf an. Ducke erwarb die Immobilien und zog mit seinem Betrieb nach Trappenkamp um.

## Wirtschaftlicher Höhepunkt
Ab 1966 wurden Zweigstellen und Getränkeabholmärkte im gesamten Bereich Mittel- und Ostholstein, später über Kiel hinaus bis Flensburg, gegründet. Nach der Wende kamen im Osten Filialen in Ribnitz-Damgarten und in Grevesmühlen hinzu. Das Leistungsangebot wurde auf Objektvermittlung, Betreibervermittlung, Finanzierungen und Wirtschaftlichkeitsanalysen ausgeweitet.
Die EDV wurde in Trappenkamp als erstes in Duckes Firma eingeführt. Der Fuhrpark bestand aus 18 LKW. Die Zahl der Mitarbeiter stieg auf 140. 54 Jahre leitete er seinen Großbetrieb, der am 1. September 2005 in die Göttsche-Gruppe (Getränkefachgroßhändler in und um Hamburg) überführt wurde. Die Göttsche-Gruppe schloss am 31. März 2014 aus wirtschaftlichen Gründen die Niederlassung in Trappenkamp. Damit endete nach 55 Jahren der Großhandel mit Getränken in der Forstmeisterstraße (heute Rudolf-Ducke-Straße).
Die deutsche Getränkefachgroßhandelskooperation GEVA mit 127 Getränkefachgroßhändlern wählte ihn 15 Jahre lang zum Beiratsvorsitzenden.
Sein Beruf brachte es mit sich, dass er seit 1970 Vollversammlungsmitglied der Industrie- und Handelskammer zu Lübeck und gleichzeitig im Großhandelsausschuss tätig war. Außerdem war er seit 1964 Aufsichtsratsmitglied der Segeberger Volksbank eG.

## Soziales und ehrenamtliches Engagement
Im Jahr 1963 gründete er die einflussreiche „Arbeitsgemeinschaft wirtschaftlich interessierter Kreise“ (Arge) als unpolitische, außerparlamentarische Opposition in der Gemeinde Trappenkamp und leitete sie 25 Jahre lang. Aufgrund seiner Anregung wurde der Trappenkamper Waldfriedhof im Jahr 1967 errichtet.
Seine Landsleute aus der böhmischen Heimat hat er immer unterstützt. Er gehörte der Sudetendeutschen Landsmannschaft in Neumünster als Mitglied an. Ab 1962 war er sechs Jahre lang stellvertretender Vorsitzender des Sudetendeutschen Kulturwerks Schleswig-Holstein und sorgte in dessen Bauausschuss dafür, dass das Gebäude „Haus der Heimat“, dem damaligen kulturellen Mittelpunkt Trappenkamps, umgebaut wurde.
Schon in seiner sudetendeutschen Heimat beim DSV Böhmisch Leipa hatte er eine Leidenschaft für das Fußballspiel entwickelt. Für den TSV Quellenhaupt Bornhöved engagierte er sich ab 1960 vier Jahre lang als Trainer der Herrenmannschaft. Auf Landesebene organisierte er das Fußballturnier „Holstentreue“ für Altherrenmannschaften. Von 1969 bis 1973 führte er die Tennissparte des TV Trappenkamp als Spartenleiter und war Mitbegründer des Trappenkamper Keglervereins.
Er trat oft als Sponsor auf. Die AWO Trappenkamp, die Landesturnschule in Trappenkamp, die örtlichen Kindergärten und viele andere soziale, kulturelle und sportliche Einrichtungen waren ihm für seine finanzielle Unterstützung dankbar.

## Ehrungen
Durch Wirtschaftsminister Jürgen Westphal wurde Rudolf Ducke 1984 in Kiel das Bundesverdienstkreuz am Bande überreicht. Für seine Verdienste um die deutsche Verbundgruppe des Getränkefachgroßhandels GEVA wurde er 1988 zu deren Ehrenvorsitzenden ernannt. Das neue Verwaltungsgebäude der GEVA in Frechen erhielt den Namen „Rudolf-Ducke-Haus“. An sein Engagement im Fußballsport erinnert noch heute der Rudi-Ducke-Platz am Sportplatz in Bornhöved. Ebenfalls 1988 ernannte ihn die Gemeinde Trappenkamp zum „Verdienten Bürger der Gemeinde“, er wurde Ehrenvorsitzender der „Arbeitsgemeinschaft wirtschaftlicher Kreise“ (Arge) und der Schleswig-Holsteinische Gaststättenverband überreichte ihm die Ehrennadel für seinen Einsatz. 20 Jahre später wurde ihm im Trappenkamper Bürgerhaus der Kulturpreis des Sudetendeutschen Kulturwerks SH überreicht.
Im Jahr 2014 wurde die Forstmeisterstraße in Trappenkamp durch Gemeindebeschluss vom 16. Mai in Rudolf-Ducke-Straße umbenannt. Diese Straße führte zu Rudi Duckes Betriebsgelände. Im Marinesperrwaffenarsenal Trappenkamp hieß sie ursprünglich F-Schneise und wurde später nach dem von Rudi Ducke vertriebenen  Likör „Forstmeister“ in Forstmeisterstraße umbenannt.